# Zentrum für internationale Bildungsvergleichsstudien
Das Zentrum für internationale Bildungsvergleichsstudien (ZIB) e.V. ist ein an die Technische Universität München (TUM) angeschlossenes Institut (kurz An-Institut). Gegründet wurde es im Oktober 2010 vom Bundesministerium für Bildung und Forschung (BMBF) und der Ständigen Konferenz der Kultusminister der Länder in der Bundesrepublik Deutschland (KMK).
Das ZIB umfasst drei Standorte, an der TUM School of Education (München), dem Deutschen Institut für Internationale Pädagogische Forschung (DIPF, Frankfurt am Main) sowie am Leibniz-Institut für die Pädagogik der Naturwissenschaften und Mathematik (IPN, Kiel).
Die Aufgabe des ZIB besteht in der nationalen Projektleitung der PISA-Studien.